# 2025-26EPCRチャレンジカップ
2025-26EPCRチャレンジカップ（2025–26 EPCR Challenge Cup）は、ヨーロピアン・プロフェッショナル・クラブ・ラグビー（European Professional Club Rugby、EPCR）が運営する、ヨーロッパと南アフリカ共和国のラグビーユニオンにおける12回目の、2部国際大会である。

## 概要
例年、上位大会と同時期に（2025年12月から2026年5月22日まで）開催される。
プールステージは、18チームで2025年12月から2026年1月まで行われ、上位12チームがノックアウトステージに進出。
ノックアウトステージは、上位大会（2025-26ヨーロピアンラグビーチャンピオンズカップ）から4チームが加わり、16チームで2026年4月から5月まで行われる。
決勝戦は、スペインのビルバオにあるエスタディオ・サン・マメス（収容人数53,000人）で行われる。

## 出場チーム
2025-26大会の出場チームは、以下のとおり。前シーズンの各地域リーグから、合計22チームが出場する（プール戦は18チーム、ノックアウトステージは16チームで戦う）。
- イングランド最高峰リーグ「プレミアシップ・ラグビー2024-25」下位2チーム。
- フランス最高峰リーグ「2024-25 トップ14」下位6チーム。
- ウェールズ・スコットランド・アイルランド・イタリア・南アフリカ共和国による「2024-25ユナイテッド・ラグビー・チャンピオンシップ」から、下位8チーム。
- 推薦枠2チーム。
- 【ノックアウトステージから参加】当年開催の「2025-26ヨーロピアンラグビーチャンピオンズカップ」でノックアウトステージ進出を逃した4チーム。

| プールステージから参加                       | プールステージから参加                       | プールステージから参加        | プールステージから参加        | プールステージから参加                                                 | プールステージから参加                                                 | プールステージから参加 | ノックアウトステージ から参加                                  |
| イングランド                                 | イングランド                                 | フランス                      | フランス                      | アイルランド・スコットランド・ ウェールズ・イタリア・ 南アフリカ共和国 | アイルランド・スコットランド・ ウェールズ・イタリア・ 南アフリカ共和国 | 推薦枠 2チーム         | 当季 2025-26上位大会で ノックアウトステージ進出を逃した4チーム |
| 前季 プレミアシップ・ラグビー2024-25 2チーム | 前季 プレミアシップ・ラグビー2024-25 2チーム | 前季 2024-25 トップ14 6チーム | 前季 2024-25 トップ14 6チーム | 前季 2024-25ユナイテッド・ラグビー・チャンピオンシップ 8チーム         | 前季 2024-25ユナイテッド・ラグビー・チャンピオンシップ 8チーム         | 推薦枠 2チーム         | 当季 2025-26上位大会で ノックアウトステージ進出を逃した4チーム |
| 9位                                          | エクセター・チーフス                         | 9位                           | モンペリエ                    | 9位                                                                    | カーディフ                                                             | チーターズ             | 未定                                                           |
| 10位                                         | ニューカッスル                               | 10位                          | ラシン92                      | 10位                                                                   | ベネットン                                                             | ブラックライオン       | 未定                                                           |
|                                              |                                              | 11位                          | リヨン                        | 11位                                                                   | ライオンズ                                                             |                        | 未定                                                           |
|                                              |                                              | 12位                          | スタッド・フランセ            | 12位                                                                   | オスプリーズ                                                           |                        | 未定                                                           |
|                                              |                                              | 13位                          | ペルピニャン                  | 13位                                                                   | コナート                                                               |                        |                                                                |
|                                              |                                              | 14位                          | ヴァンヌ                      | 14位                                                                   | アルスター                                                             |                        |                                                                |
|                                              |                                              |                               |                               | 15位                                                                   | ゼブレ・パルマ                                                         |                        |                                                                |
|                                              |                                              |                               |                               | 16位                                                                   | ドラゴンズ                                                             |                        |                                                                |

## 関連大会
本大会と同時期に、イングランド最高峰リーグの「プレミアシップ・ラグビー2025-26」、フランス最高峰リーグの「2025-26 トップ14」、ヨーロッパ強豪国と南アフリカ共和国が参加する「2025-26ユナイテッド・ラグビー・チャンピオンシップ」が開催される。
|          | ヨーロッパ6か国 および 南アフリカ共和国 ほか ・      |                                                 |                                                   |                                                                         | |
| 上位大会 | 2025-26ヨーロピアンラグビーチャンピオンズカップ      | 2025-26ヨーロピアンラグビーチャンピオンズカップ | 2025-26ヨーロピアンラグビーチャンピオンズカップ   | 2025-26ヨーロピアンラグビーチャンピオンズカップ                         | 2025-26ヨーロピアンラグビーチャンピオンズカップ                                                                        |
| 下位大会 | 2025-26EPCRチャレンジカップ                          | 2025-26EPCRチャレンジカップ                     | 2025-26EPCRチャレンジカップ                       | 2025-26EPCRチャレンジカップ                                             | 2025-26EPCRチャレンジカップ                                                                                            |
|          |                                                      |                                                 |                                                   |                                                                         | |
|          | イングランド                                         | フランス                                        |                                                   | アイルランド・スコットランド・ウェールズ・イタリア・南アフリカ共和国 ・ | アイルランド・スコットランド・ウェールズ・イタリア・南アフリカ共和国 ・                                                |
| 1部大会  | プレム・ラグビー2025-26 (ギャラガー・プレム2025-26)  | 2025-26 トップ14                                | 2025-26ユナイテッド・ラグビー・チャンピオンシップ | 2025-26ユナイテッド・ラグビー・チャンピオンシップ                       | |
|          |                                                      |                                                 |                                                   |                                                                         | |
| 2部大会  | チャンプ・ラグビー2025-26 (旧 RFUチャンピオンシップ) | 2025-26 プロD2                                  |                                                   | 各 国内リーグ                                                           | オールアイルランド・リーグ、 スコティッシュ・プレミアシップ、 スーパーラグビー・カムリ、 セリエAエリート、カリーカップ |
| 3部大会  | ナショナルリーグ1                                    | シャンピオナ・フェデラル・ナシオナル            |                                                   | 各 国内リーグ                                                           | オールアイルランド・リーグ、 スコティッシュ・プレミアシップ、 スーパーラグビー・カムリ、 セリエAエリート、カリーカップ |